# Loredana Cannata
Loredana Cannata (Ragusa, 14 luglio 1975) è un'attrice e attivista italiana.

## Biografia
Dopo aver studiato arte drammatica all’Accademia Sharoff di Roma, è stata interprete teatrale di alcuni spettacoli tratti dalle opere di Luigi Pirandello (Liolà), Euripide (Le troiane) ed Arthur Schnitzler (Girotondo). Nel 1999 esordisce nel cinema come protagonista del film La donna lupo di Aurelio Grimaldi, interpretando sequenze di sesso molto forti ed esplicite. È protagonista di uno spogliarello nella scena iniziale del film in cui si esibisce ballando insieme ad un "peluche a forma di panda". Lo striptease si ispira a quello eseguito da Myriam Mézières nel film Una fiamma nel mio cuore, ma in quest'ultimo l'attrice francese si avvale di un peluche a forma di scimmia gigante.
Tra gli altri suoi lavori per il grande schermo, ci sono Maestrale (2000), Senso '45 di Tinto Brass, Sotto gli occhi di tutti di Nello Correale, e Un mondo d'amore di Aurelio Grimaldi, questi ultimi tutti del 2002. Ha lavorato in numerose serie televisive prodotte per Mediaset e Rai: La voce del sangue, Giochi pericolosi, Tutto in quella notte, Il bello delle donne, Exodus - Il sogno di Ada, Provaci ancora prof!, Finalmente a casa, Finalmente Natale, La caccia.
Dal 2003 è protagonista, assieme a Sebastiano Somma, della serie TV di Rai 1, Un caso di coscienza, arrivata alla quinta stagione. Tra il 2005 e il 2006 raccoglie l'invito per la seconda edizione di Ballando con le stelle, dove in coppia con Samuel Peron darà vita a performance giudicate da tutti di grande intensità coreografica. Nel 2012 torna sul grande schermo con Magnifica presenza, interpretando una responsabile del casting, per la regia di Ferzan Özpetek e nel 2014 viene scelta – unica attrice italiana – dal regista premio Oscar, Paolo Sorrentino, per il suo nuovo film, Youth - La giovinezza.
Da sempre alterna il suo lavoro di attrice alla sua passione civica, perché da molti anni è un'attivista, su vari fronti. È presidente dell'associazione "Sesto Sole", attraverso cui porta avanti progetti di salute presso le comunità indigene zapatiste del Chiapas, nel sud del Messico. Nel 2003 è autrice e regista del documentario Insurgentes, dedicato alla resistenza zapatista. Nel 2006 è produttrice ed interprete di un altro documentario sulla lotta zapatista e sulla cooperazione dal basso e per il basso intitolato L'alba del Sesto sole.
È inoltre una convinta vegana ed animalista..
Nell'autunno 2023 entra in compagnia con Francesco Pannofino e Simona Marchini per la ripresa dello spettacolo Mine vaganti, adattamento teatrale dell'omonimo film, curato dallo stesso Özpetek.
Grande tifosa della Roma, nell’Aprile 2025 riceve un riconoscimento a Roma in Campidoglio nell’ambito del Premio “Sette Colli”. 
Dal 7 maggio 2025 partecipa, come concorrente, alla diciannovesima edizione de L'isola dei famosi in onda su Canale 5 e condotta da Veronica Gentili.

## Filmografia

### Cinema
- Maestrale, regia di Sandro Cecca (1998)
- La donna lupo, regia di Aurelio Grimaldi (1999)
- Ustica - Una spina nel cuore, regia di Romano Scavolini (2001)
- Gabriel, regia di Maurizio Angeloni (2001)
- Senso '45, regia di Tinto Brass (2002)
- Sotto gli occhi di tutti, regia di Nello Correale (2003)
- Un mondo d'amore, regia di Aurelio Grimaldi (2003)
- Monógamo sucesivo, regia di Pablo Basulto (2006)
- Albakiara - Il film, regia di Stefano Salvati (2008)
- Magnifica presenza, regia di Ferzan Özpetek (2012)
- Youth - La giovinezza, regia di Paolo Sorrentino (2015)
- Metti una notte, regia di Cosimo Messeri (2017)
- Napoli velata, regia di Ferzan Özpetek (2017)
- Bloody Shadow, regia di David Giovannoni (2018)
- Non è vero ma ci credo, regia di Stefano Anselmi (2018)
- La dea fortuna, regia di Ferzan Özpetek (2019)
- Fade Out, regia di Mirko Virgili (2021)
- Nuovo Olimpo, regia di Ferzan Özpetek (2023)
- Diamanti, regia di Ferzan Özpetek (2024)

### Televisione
- Villa Ada, regia di Pier Francesco Pingitore – film TV (1999)
- La casa delle beffe, regia di Pier Francesco Pingitore – miniserie TV (2000)
- Giochi pericolosi, regia di Alfredo Angeli – film TV (2000)
- La voce del sangue, regia di Alessandro Di Robilant – miniserie TV (2001)
- Il bello delle donne – serie TV, 19 episodi (2002-2003)
- La squadra – serie TV (2002)
- Un caso di coscienza – serie TV, 30 episodi (2003-2013)
- Madame, regia di Salvatore Samperi – miniserie TV (2004)
- La caccia, regia di Massimo Spano – miniserie TV (2005)
- Finalmente Natale, regia di Rossella Izzo – film TV (2007)
- Exodus - Il sogno di Ada, regia di Gianluigi Calderone – miniserie TV (2007)
- Finalmente a casa, regia di Gianfranco Lazotti – film TV (2008)
- Provaci ancora prof – serie TV, 8 episodi (2008)
- Viso d'angelo, regia di Eros Puglielli – miniserie TV (2011)
- Una pallottola nel cuore – serie TV, episodio 1x02 (2014)
- Questo è il mio paese, regia di Michele Soavi – miniserie TV (2015)
- Romanzo siciliano – serie TV, 7 episodi (2016)
- Le fate ignoranti – serie TV (2021)
- Sempre al tuo fianco – serie TV, episodio 1x08 (2023)
- Libera – serie TV, 4 episodi (2024)

### Programmi TV
- Ballando con le stelle (Rai 1, 2005) concorrente
- L'isola dei famosi (Canale 5, 2025) concorrente

### Cortometraggi
- Buonanotte Fiorellino, regia di Salvatore Arimatea (2007)
- La crisi, regia di Francesco Cinquemani (2016)
- È stato un piacere, regia di Loredana Cannata (2016)
- Racconti per il cuore e la mente, regia di Federico Palumbo (2020)

### Documentari
- Insurgentes, regia di Loredana Cannata (2003)
- Monógamo sucesivo, regia di Pablo Basulto (2004) (Chile)
- L'alba del Sesto Sole, regia di Roberto Salinas (2008)
- Calvino Cosmorama, regia di Damian Pettigrew (2010)
- Con quella faccia da straniera, voce narrante, regia di Luca Scivoletto (2012)
- Experiencia Cumbre, regia di M. Bujarrón e F. Palumbo (Argentina)

## Teatro
- Liolà di Luigi Pirandello (1993-1994)
- Le troiane di Euripide (1996)
- All'uscita di Luigi Pirandello (1996)
- Girotondo di Arthur Schnitzler, regia di A. Marziantonio (1997)
- Orgasmica Soirée, regia di F. Soldi (1999)
- Benzina, regia di Daniele Falleri (2002)
- Per il resto tutto bene, regia di Claudio Boccaccini (2010-2011)
- Una donna di Ragusa - Maria Occhipinti, regia di Loredana Cannata (2011-2012-2015)
- (Odio) gli indifferenti 02/06/05, scritto e diretto da Loredana Cannata (2012)
- Marilyn - Her words, monologo scritto e diretto da Loredana Cannata (2015-2020)
- La scomparsa di Majorana, regia di Fabrizio Catalano (2018-2021)
- Cavalleria rusticana di Giovanni Verga, regia di Walter Manfré
- Mine vaganti di Ferzan Özpetek, regia di Ferzan Özpetek (2023-2024)

## Pubblicità
- Pagine gialle, regia di Gabriele Muccino (2000)
- Campagna risparmio energetico - National Geographic Italia (2008)
- Campagna contro il pizzo - Pubblicità Progresso (2008)
- Sottoli D'Amico, regia di Ferzan Özpetek (2017)
- Trenitalia - Ferrovia dello Stato, regia di Ferzan Özpetek (2019)
- UniCredit, regia di Ferzan Özpetek (2020)